# Rivulus isthmensis
Rivulus isthmensis är en fiskart som beskrevs av Garman, 1895. Rivulus isthmensis ingår i släktet Rivulus och familjen Rivulidae. Inga underarter finns listade i Catalogue of Life.